# Javra tenebrosa
Javra tenebrosa là một loài tò vò trong họ Ichneumonidae.